# Line Vedel Hansen
Line Vedel Hansen (født 4. marts 1989) er en dansk professionel golfspiller. 

## Tidlige karriere
Line Vedel Hansen startede med at spille golf i Haderslev Golfklub som 9-åring, hvor hendes forældre havde hus lige ud til golfbanen. Hun blev allerede klubmester for piger i 2001, hvilket hun gentog i både 2003 og 2004. Hun blev ligeledes klubmester for damer i 2003, 2005 og 2006. 
Efterfølgende er listet Line Vedel Hansens placering på DGU’s Junior Ranglisten for piger baseret på de turneriger, som hun deltog i junior-årene. Det skal bemærkes, at listen kun går tilbage til 2006, da data fra tidligere ikke er fundet. 
| År   | Ranglisteplacering | Antal turneringer | Bedste placering | Top 10 placeringer | Bemærkninger      |
| ---- | ------------------ | ----------------- | ---------------- | ------------------ | ----------------- |
| 2006 | 6                  | 10                | 1                | 9                  | 2 turneringssejre |
| 2007 | 10                 | 6                 | 1                | 4                  | 1 turneringssejr  |

## Amatør tiden
Line Vedel Hansen spillede mange nationale og internationale turneringer som amatør og nåede mange flotte resultater, hvor højdepunktet kom i juli 2010, hvor hun vandt individuelt sølv ved Europamesterskabet. Dette var den første medalje til en dansk kvindelig golfspiller. 
På den kombinerede Titleist damer/juniorpiger rangliste der rangerer den danske amatørelite, der primært spiller turneringer i Danmark, viser nedenstående tabel Line Vedel Hansens placering gennem amatørkarrieren. Det skal bemærkes, at listen kun går tilbage til 2006, da data fra tidligere ikke er fundet.
| År   | Ranglisteplacering | Antal tællende runder | Bemærkninger      |
| ---- | ------------------ | --------------------- | ----------------- |
| 2006 | 13                 | 8                     | [ 5 ]             |
| 2007 | 12                 | 7                     | 1 turneringssejr  |
| 2008 | 6                  | 9                     | 1 turneringssejr  |
| 2009 | 6                  | 9                     | [ 8 ]             |
| 2010 | 1                  | 14                    | 3 turneringssejre |

### Danmarksturneringen for hold
Line Vedel Hansen repræsenterede fusionsholdet FH Sønderjyske Eagles i Danmarksturneringen for hold indtil dette blev opløst, hvorefter hun skiftede Haderslev Golfklub ud med Sønderjyllands Golfklub i Tinglev. Line Vedel Hansen var med på holdet da FH Sønderjyske Eagles vandt Danmarksmesterskabet i 2008 og 2009. 
Efter Line Vedel Hansen blev professionel i starten af 2011, har hun ved flere lejligheder stillet op for klubben i Danmarksturneringen. Efterfølgende er listet Line Vedel Hansens kampe i Danmarksturneringen for hold. Listen er startet fra 2007, hvilket var det første år, hvor FH Sønderjyske Eagles spillede i Elite Divisionen. 
| Danmarksturneringen for hold | Danmarksturneringen for hold | Danmarksturneringen for hold    | Danmarksturneringen for hold | Danmarksturneringen for hold | Danmarksturneringen for hold | Danmarksturneringen for hold | Danmarksturneringen for hold                           | Danmarksturneringen for hold |
| År                           | Dato                         | Turnering                       | Modstander hold              | Resultat hold                | Format                       | Makker                       | Modstander                                             | Resultat                     |
| ---------------------------- | ---------------------------- | ------------------------------- | ---------------------------- | ---------------------------- | ---------------------------- | ---------------------------- | ------------------------------------------------------ | ---------------------------- |
| 2007                         | 28. april                    | Nykredit Elite Divisionen, Vest | Hillerød                     | Vundet (7 - 5)               | Single                       |                              | Albertha Greve                                         | Tabt (2/3)                   |
| 2007                         | 28. april                    | Nykredit Elite Divisionen, Vest | Hillerød                     | Vundet (7 - 5)               | Foursome                     | Grith Mogensen               | Albertha Greve – Mianne Bagger                         | Tabt (3/4)                   |
| 2007                         | 29. april                    | Nykredit Elite Divisionen, Vest | Vejle                        | Tabt (4 - 8)                 | Single                       |                              | Lise Eliasen                                           | Tabt (8/10)                  |
| 2007                         | 29. april                    | Nykredit Elite Divisionen, Vest | Vejle                        | Tabt (4 - 8)                 | Foursome                     | Grith Mogensen               | Karina L. Rosenmeier – Michaela Dalsgaard              | Tabt (2 huller)              |
| 2007                         | 19. maj                      | Nykredit Elite Divisionen, Vest | Frederikshavn                | Vundet (12 - 0)              | Single                       |                              | Daisy Nielsen                                          | Vundet (3/1)                 |
| 2007                         | 19. maj                      | Nykredit Elite Divisionen, Vest | Frederikshavn                | Vundet (12 - 0)              | Foursome                     | Sarah Åkerlind               | Tina Byrgesen Hansen – Helle Andersen                  | Vundet (5/3)                 |
| 2007                         | 20. maj                      | Nykredit Elite Divisionen, Vest | Hillerød                     | Tabt (3 - 9)                 | Single                       |                              | Albertha Greve                                         | Vundet (3/2)                 |
| 2007                         | 20. maj                      | Nykredit Elite Divisionen, Vest | Hillerød                     | Tabt (3 - 9)                 | Foursome                     | Sarah Åkerlind               | Albertha Greve – Camilla Søborg                        | Tabt (1/2)                   |
| 2007                         | 11. august                   | Nykredit Elite Divisionen, Vest | Vejle                        | Vundet (10 - 2)              | Single                       |                              | Line Brok                                              | Tabt (3/5)                   |
| 2007                         | 11. august                   | Nykredit Elite Divisionen, Vest | Vejle                        | Vundet (10 - 2)              | Foursome                     | Mette Buus                   | Line Brok – Lise Eliasen                               | Vundet (3/2)                 |
| 2007                         | 12. august                   | Nykredit Elite Divisionen, Vest | Frederikshavn                | Vundet (12 - 0)              | Single                       |                              | Charlotte Jensen                                       | Vundet (8/7)                 |
| 2007                         | 12. august                   | Nykredit Elite Divisionen, Vest | Frederikshavn                | Vundet (12 - 0)              | Foursome                     | Sarah Åkerlind               | Charlotte Jensen –Anica Jørgensen                      | Vundet (3/2)                 |
| 2007                         | 15. september                | DM semifinale                   | Rungsted                     | Uafgjort (6 - 6)             | Single                       |                              | Camilla Faaborg-Andersen                               | Tabt (5/7)                   |
| 2007                         | 15. september                | DM semifinale                   | Rungsted                     | Uafgjort (6 - 6)             | Foursome                     | Mette Buus                   | Lisbet Rossé – Maren Binau                             | Vundet (7/5)                 |
| 2007                         | 16. september                | Bronzekampen                    | Vejle                        | Tabt (5 - 7)                 | Single                       |                              | Michaela Dalsgaard                                     | Tabt (1 hul)                 |
| 2007                         | 16. september                | Bronzekampen                    | Vejle                        | Tabt (5 - 7)                 | Foursome                     | Mette Buus                   | Charlotte Moesgaard Strand – Line Brok                 | Tabt (2/3)                   |
| 2008                         | 17. maj                      | Nykredit Divisionen, Vest       | Asserbo                      | Tabt (5 - 7)                 | Single                       |                              | Marie Boe Laumann                                      | Tabt (3/1)                   |
| 2008                         | 17. maj                      | Nykredit Divisionen, Vest       | Asserbo                      | Tabt (5 - 7)                 | Foursome                     | Sara Monberg                 | Anne Norman Hansen – Julie Wanning Tvede               | Tabt (1 hul)                 |
| 2008                         | 18. maj                      | Nykredit Divisionen, Vest       | Vejle                        | Vundet (12 - 0)              | Single                       |                              | ?                                                      | Vundet (6/5)                 |
| 2008                         | 18. maj                      | Nykredit Divisionen, Vest       | Vejle                        | Vundet (12 - 0)              | Foursome                     | ?                            | ?                                                      | Vundet (8/7)                 |
| 2008                         | 7. juni                      | Nykredit Divisionen, Vest       | Odense                       | Vundet (12 - 0)              | Single                       |                              | Malene Jørgensen                                       | Vundet (4/3)                 |
| 2008                         | 7. juni                      | Nykredit Divisionen, Vest       | Odense                       | Vundet (12 - 0)              | Foursome                     | Sara Monberg                 | Malene HustedLene – Barrett Holm                       | Vundet (6/5)                 |
| 2008                         | 8. juni                      | Nykredit Divisionen, Vest       | Asserbo                      | Uafgjort (6 - 6)             | Single                       |                              | Anne Norman Hansen                                     | Vundet (2/1)                 |
| 2008                         | 8. juni                      | Nykredit Divisionen, Vest       | Asserbo                      | Uafgjort (6 - 6)             | Foursome                     | Sara Monberg                 | Anne Norman Hansen – Carina Vagner                     | Tabt (2/4)                   |
| 2008                         | 9. august                    | Nykredit Divisionen, Vest       | Odense                       | Vundet (8 - 4)               | Single                       |                              | Malene Jørgensen                                       | Tabt (3/4)                   |
| 2008                         | 9. august                    | Nykredit Divisionen, Vest       | Odense                       | Vundet (8 - 4)               | Foursome                     | Sara Monberg                 | Malene Husted – Lene Barrett Holm                      | Vundet (3/2)                 |
| 2008                         | 10. august                   | Nykredit Divisionen, Vest       | Vejle                        | Vundet (9 - 3)               | Single                       |                              | Christine Sofie Duschek-Hansen                         | Vundet (1 hul)               |
| 2008                         | 10. august                   | Nykredit Divisionen, Vest       | Vejle                        | Vundet (9 - 3)               | Foursome                     | Sara Monberg                 | Line Brok – Marie Høgh Kristensen                      | Vundet (3/2)                 |
| 2008                         | 13. september                | DM semifinale                   | Rungsted                     | Vundet (12 - 0)              | Single                       |                              | Maren Binau                                            | Vundet (4/3)                 |
| 2008                         | 13. september                | DM semifinale                   | Rungsted                     | Vundet (12 - 0)              | Foursome                     | Sara Monberg                 | Maren Binau – Lisbet Rossé                             | Vundet (3/1)                 |
| 2008                         | 14. september                | DM finale                       | Hillerød                     | Vundet (8 - 2)               | Single                       |                              | Nicole Broch Larsen                                    | Vundet (2 huller)            |
| 2008                         | 14. september                | DM finale                       | Hillerød                     | Vundet (8 - 2)               | Foursome                     | Sara Monberg                 | Marie Louise Juul – Anne Larsson                       | Vundet (2/1)                 |
| 2009                         | 16. maj                      | Nykredit Divisionen, Vest       | Rungsted                     | Vundet (12 - 0)              | Single                       |                              | Ann Sofi Eklund                                        | Vundet (7/6)                 |
| 2009                         | 16. maj                      | Nykredit Divisionen, Vest       | Rungsted                     | Vundet (12 - 0)              | Foursome                     | Grith Mogensen               | Charlotte Milner – Anne-Mette Milner                   | Vundet (4/3)                 |
| 2009                         | 17. maj                      | Nykredit Divisionen, Vest       | Breinholtgård                | Vundet (8 - 4)               | Single                       |                              | Laura Boe-Hansen                                       | Tabt (2/3)                   |
| 2009                         | 17. maj                      | Nykredit Divisionen, Vest       | Breinholtgård                | Vundet (8 - 4)               | Foursome                     | Grith Mogensen               | Laura Boe-Hansen – Charlotte Moesgaard Strand          | Tabt (1 hul)                 |
| 2009                         | 6. juni                      | Nykredit Divisionen, Vest       | Odense                       | Vundet (9 - 3)               | Single                       |                              | Jeanette Hansen                                        | Uafgjort                     |
| 2009                         | 6. juni                      | Nykredit Divisionen, Vest       | Odense                       | Vundet (9 - 3)               | Foursome                     | Grith Mogensen               | Malene Husted – Lene Barrett Holm                      | Vundet (4/3)                 |
| 2009                         | 7. juni                      | Nykredit Divisionen, Vest       | Rungsted                     | Vundet (12 - 0)              | Single                       |                              | Ann Sofi Eklund                                        | Vundet (7/6)                 |
| 2009                         | 7. juni                      | Nykredit Divisionen, Vest       | Rungsted                     | Vundet (12 - 0)              | Foursome                     | Grith Mogensen               | Anne-Mette Milner – Ida Thing                          | Vundet (4/3)                 |
| 2009                         | 8. august                    | Nykredit Divisionen, Vest       | Odense                       | Vundet (12 - 0)              | Single                       |                              | Sara Thye                                              | Vundet (5/4)                 |
| 2009                         | 8. august                    | Nykredit Divisionen, Vest       | Odense                       | Vundet (12 - 0)              | Foursome                     | Grith Mogensen               | Lene Barrett Holm – Malene Husted                      | Vundet (5/4)                 |
| 2009                         | 9. august                    | Nykredit Divisionen, Vest       | Breinholtgård                | Vundet (12 - 0)              | Single                       |                              | Charlotte Moesgaard Strand                             | Vundet (3/1)                 |
| 2009                         | 9. august                    | Nykredit Divisionen, Vest       | Breinholtgård                | Vundet (12 - 0)              | Foursome                     | Jeanette Petersen            | Charlotte Moesgaard Strand – Rikke Bernhard            | Vundet (3/1)                 |
| 2009                         | 12. september                | DM semifinale                   | Asserbo                      | Vundet (8 - 4)               | Single                       |                              | Carina Vagner                                          | Vundet (2/1)                 |
| 2009                         | 12. september                | DM semifinale                   | Asserbo                      | Vundet (8 - 4)               | Foursome                     | Grith Mogensen               | Carina Vagner – Anne Norman Hansen                     | Vundet (3/2)                 |
| 2009                         | 13. september                | DM finale                       | Hillerød                     | Vundet (10 - 2)              | Single                       |                              | Monica Vestergaard Christiansen                        | Vundet (6/4)                 |
| 2009                         | 13. september                | DM finale                       | Hillerød                     | Vundet (10 - 2)              | Foursome                     | Grith Mogensen               | Monica Vestergaard Christiansen – Nicole Broch Larsen  | Uafgjort                     |
| 2010                         | 1. maj                       | Nykredit Divisionen, Vest       | Køge                         | Vundet (9 - 3)               | Single                       |                              | Christina Kuld                                         | Uafgjort                     |
| 2010                         | 1. maj                       | Nykredit Divisionen, Vest       | Køge                         | Vundet (9 - 3)               | Foursome                     | Jeanette Petersen            | Camilla Christensen – Christina Kuld                   | Vundet (6/4)                 |
| 2010                         | 2. maj                       | Nykredit Divisionen, Vest       | Odense                       | Uafgjort (6-6)               | Single                       |                              | Malene Jørgensen                                       | Tabt (2/4)                   |
| 2010                         | 2. maj                       | Nykredit Divisionen, Vest       | Odense                       | Uafgjort (6-6)               | Foursome                     | Jeanette Petersen            | Mette Buus Beck – Jeanette Hansen                      | Tabt (4/6)                   |
| 2010                         | 5. juni                      | Nykredit Divisionen, Vest       | Vejle                        | Vundet (8 - 4)               | Single                       |                              | Christine Sofie Duschek-Hansen                         | Vundet (5/3)                 |
| 2010                         | 5. juni                      | Nykredit Divisionen, Vest       | Vejle                        | Vundet (8 - 4)               | Foursome                     | Jeanette Petersen            | Lise Eliasen – Stephanie Bertelsen                     | Uafgjort                     |
| 2010                         | 6. juni                      | Nykredit Divisionen, Vest       | Køge                         | Tabt (5 - 7)                 | Single                       |                              | Christina Kuld                                         | Tabt (3/2)                   |
| 2010                         | 6. juni                      | Nykredit Divisionen, Vest       | Køge                         | Tabt (5 - 7)                 | Foursome                     | Jeanette Petersen            | Cecilie Skovsager Lund – Katrine Oxfeldt               | Uafgjort                     |
| 2010                         | 7. august                    | Nykredit Divisionen, Vest       | Odense                       | Vundet (10 - 2)              | Single                       |                              | Mette Buus Beck                                        | Vundet (2 huller)            |
| 2010                         | 7. august                    | Nykredit Divisionen, Vest       | Odense                       | Vundet (10 - 2)              | Foursome                     | Jeanette Petersen            | Mette Buus Beck – Lene Barrett Holm                    | Tabt (1 hul)                 |
| 2010                         | 8. august                    | Nykredit Divisionen, Vest       | Vejle                        | Vundet (8 - 4)               | Single                       |                              | Christine Sofie Duschek-Hansen                         | Tabt (1/2)                   |
| 2010                         | 8. august                    | Nykredit Divisionen, Vest       | Vejle                        | Vundet (8 - 4)               | Foursome                     | Helene Hviid Jørgensen       | Christine Sofie Duschek-Hansen – Marie Høgh Kristensen | Vundet (3/2)                 |
| 2010                         | 11. september                | DM semifinale                   | Smørum                       | Tabt (3 - 9)                 | Single                       |                              | Charlotte Lorentzen                                    | Uafgjort                     |
| 2010                         | 11. september                | DM semifinale                   | Smørum                       | Tabt (3 - 9)                 | Foursome                     | Jeanette Petersen            | Charlotte Lorentzen – Heidi Sylvest                    | Uafgjort                     |
| 2010                         | 12. september                | Bronzekampen                    | Odense                       | Tabt (5 - 7)                 | Single                       |                              | Malene Jørgensen                                       | Vundet (2/1)                 |
| 2010                         | 12. september                | Bronzekampen                    | Odense                       | Tabt (5 - 7)                 | Foursome                     | Jeanette Petersen            | Malene Jørgensen – Mette Buus Beck                     | Tabt (1/2)                   |
| 2011                         | 30. april                    | Elite Divisionen, Vest          | Vejle                        | Uafgjort (6 - 6)             | Single                       |                              | Stephanie Bertelsen                                    | Vundet (6/5)                 |
| 2011                         | 30. april                    | Elite Divisionen, Vest          | Vejle                        | Uafgjort (6 - 6)             | Foursome                     | Marie Lund-Hansen            | Lise Eliasen – Linette Littau Dürr Holmslykke          | Vundet (3/1)                 |
| 2011                         | 1. maj                       | Elite Divisionen, Vest          | Odense                       | Uafgjort (6 - 6)             | Foursome                     | Marie Lund-Hansen            | Helene Hviid Jørgensen – Mette Buus Beck               | Vundet (2/1)                 |
| 2012                         | 28. april                    | Elitedivisionen, Vest           | Vejle                        | Vundet (12 - 0)              | Single                       |                              | Astrid Kofod Trudslev                                  | Vundet (8/7)                 |
| 2012                         | 28. april                    | Elitedivisionen, Vest           | Vejle                        | Vundet (12 - 0)              | Foursome                     | Frederikke Ellehøjgaard      | Linette Littau Dürr Holmslykke – Lise Eliasen          | Vundet (5/4)                 |
| 2012                         | 29. april                    | Elitedivisionen, Vest           | Smørum                       | Vundet (7-5)                 | Single                       |                              | Emily Kristine Pedersen                                | Vundet (1 hul)               |
| 2012                         | 29. april                    | Elitedivisionen, Vest           | Smørum                       | Vundet (7-5)                 | Foursome                     | Frederikke Ellehøjgaard      | Heidi Sylvest – Lotte Nørskov                          | Vundet (3/1)                 |
| 2012                         | 1. september                 | DM semifinale                   | Hillerød                     | Tabt (5 - 7)                 | Single                       |                              | Iben Tinning                                           | Uafgjort                     |
| 2012                         | 1. september                 | DM semifinale                   | Hillerød                     | Tabt (5 - 7)                 | Foursome                     | Marie Lund-Hansen            | Iben Tinning – Mette Juul Kramer                       | Tabt (8/10)                  |
| 2012                         | 2. september                 | Bronzekampen                    | Asserbo                      | Vundet (10 - 2)              | Single                       |                              | Julie Wanning Tvede                                    | Vundet (3/2)                 |
| 2012                         | 2. september                 | Bronzekampen                    | Asserbo                      | Vundet (10 - 2)              | Foursome                     | Jeanette Petersen            | Lena Tatiana Nielsen – Louise Wanning Tvede            | Vundet (3/2)                 |
| 2013                         | 27. april                    | GE Money Bank Divisionen, Vest  | Kokkedal                     | Vundet (12 - 0)              | Single                       |                              | Stine Koed                                             | Vundet (6/5)                 |
| 2013                         | 27. april                    | GE Money Bank Divisionen, Vest  | Kokkedal                     | Vundet (12 - 0)              | Foursome                     | Frederikke Ellehøjgaard      | Stine Koed – Christina Lerchedahl                      | Vundet (7/6)                 |
| 2013                         | 28. april                    | GE Money Bank Divisionen, Vest  | Odense                       | Vundet (9 - 3)               | Single                       |                              | Mette Buus Beck                                        | Vundet (1 hul)               |
| 2013                         | 28. april                    | GE Money Bank Divisionen, Vest  | Odense                       | Vundet (9 - 3)               | Foursome                     | Frederikke Ellehøjgaard      | Mette Buus Beck – Sara Thye                            | Vundet (1 hul)               |

### Kvalifikation til Ladies European Tour
Line Vedel Hansen forsøgte at kvalificere sig til 2010 Ladies European Tour ved at deltage på tour skolen i 2009. Hun var via sine fine resultater som amatør kvalificeret til at træde ind i den næst sidste del af kvalifikationen, der blev spillet på La Manga banen i Sydspanien i perioden 14. – 16. december 2010. De bedste 40 ville gå videre til den endelige kvalifikation, hvilket Line Vedel Hansen klarede fint, da hun efter de tre runder endte på en delt 24. plads. Finalen på 2010 Ladies European Tour skolen blev ligeledes spillet på La Manga banen i perioden 18. – 21. december 2014. Efter 3 runder gik de 52 førende videre til den endelige kvalificerende runde. Line Vedel Hansen endte skuffende på en 75. plads efter de første 3 runder i 15 slag over par og blev dermed sorteret fra i den videre kvalifikation. Efter den missede kvalifikation valgte Line Vedel Hansen at fortsætte som amatør i sæsonen 2010. 
Line Vedel Hansen stillede igen op til kvalifikationen til 2011 Ladies European Tour ved at deltage på tour skolen i 2010. Hun startede igen på den næst sidste del af kvalifikationen, der endnu en gang blev spillet på La Manga-banen i Sydspanien i perioden 29. november – 2. december 2010. De bedste 38 gik videre til den endelige kvalifikation, hvilket Line Vedel Hansen klarede meget fint, da hun efter de fire runder endte på en delt 5. plads. Finalen på 2011 Ladies European Tour skolen blev fortsat spillet på La Manga banen i perioden 15. – 19. december 2010. Denne gang blev finalen spillet over fem runder, hvor de 55 bedste gik videre til den endelige kvalifikation efter de første fire runder. Line Vedel Hansen gik let videre med en delt 19 plads. Kravet til endelig kvalifikation til 2011 Ladies European Tour var at slutte blandt de 30 bedste og det viste sig ikke at blive noget problem, da Line Vedel Hansen sluttede på en delt 16. plads.

## Professionel
Efter kvalifikation til Ladies European Tour 2011 blev Line Vedel Hansen professionel i januar 2011, således at hun kunne spille hele sæsonen på Ladies European Tour.

### Ladies European Tour
Nedenstående skema oplister de Ladies European Tour turneringer, som Line Vedel Hansen har deltager i. 
| Ladies European Tour | Ladies European Tour            | Ladies European Tour | Ladies European Tour  | Ladies European Tour                 | Ladies European Tour | Ladies European Tour | Ladies European Tour                   | Ladies European Tour |
| Dato                 | Turnering                       | Nr.                  | Score                 | Bane                                 | Præmie               | Total præmie         | Bemærkning                             |                      |
| -------------------- | ------------------------------- | -------------------- | --------------------- | ------------------------------------ | -------------------- | -------------------- | -------------------------------------- | -------------------- |
| 31-03 - 03-04-2011   | Lalla Meryem Cup                | T46                  | +11 (74-78-77-70=299) | Soleil Golf Course                   | €1.755,00            | €325.000             | [ 54 ]                                 |                      |
| 05-05 - 08-05-2011   | Turkish Airlines Ladies Open    | MC                   | +13 (86-73=159)       | National Golf Club, Belek            | €0                   | €250.000             | [ 55 ]                                 |                      |
| 13-05 - 15-05-2011   | ISPS Handa Portugal Ladies Open | MC                   | +1 (73-72=145)        | Campo Real                           | €0                   | €200.000             | [ 56 ]                                 |                      |
| 19-05 - 22-05-2011   | Ladies German Open              | T59                  | E (73-70-71-74=288)   | Golfpark Gut Häusern                 | €1.032,50            | €350.000             | [ 57 ]                                 |                      |
| 26-05 - 28-05-2011   | Ladies Slovak Open              | MC                   | +8 (77-75=152)        | Gray Bear Golf Course                | €0                   | €350.000             | [ 58 ]                                 |                      |
| 03-06 - 06-06-2011   | Dutch Ladies Open               | MC                   | +11 (78-77=155)       | Golfclub Broekpolder                 | €0                   | €250.000             | [ 59 ]                                 |                      |
| 16-06 - 19-06-2011   | Ladies Swiss Open               | T52                  | -1 (70-73-72=215)     | Golf Gerre Losone                    | €2.152,50            | €525.000             | [ 60 ]                                 |                      |
| 30-06 - 02-07-2011   | Finair Masters                  | MC                   | +7 (72-77=149)        | Helsinki Golf Club                   | €0                   | €200.000             | [ 61 ]                                 |                      |
| 05-08 - 07-08-2011   | Ladies Irish Open               | T50                  | +4 (75-71-74=220)     | Killeen Castle                       | €1.880,00            | €400.000             | [ 62 ]                                 |                      |
| 02-09 - 04-09-2011   | UNIQA Ladies Golf Open          | T17                  | -2 (71-74-69=214)     | Golfclub Föhrenwald                  | €2.607,50            | €200.000             | [ 63 ]                                 |                      |
| 09-09 - 11-09-2011   | Prague Golf Masters             | MC                   | +2 (74-72=146)        | Albatross Golf Resort                | €0                   | €200.000             | [ 64 ]                                 |                      |
| 15-09 - 18-09-2011   | Open de Espana Femenino         | T17                  | +1 (70-75-74-70=289)  | La Quinta Golf & Country Club        | €4.698,75            | €350.000             | [ 65 ]                                 |                      |
| 29-09 - 02-10-2011   | Ladies Open de France           | T25                  | -4 (71-72-72-69=284)  | Paris International                  | €2.850,00            | €250.000             | [ 66 ]                                 |                      |
| 07-10- 09-10-2011    | Sicilian Ladies Italian Open    | T41                  | +8 (72-72-80=224)     | Il Picciolo Golf Club                | €1.260,00            | €200.000             | [ 67 ]                                 |                      |
| 21-10- 23-10-2011    | Sanya Ladies Open               | T33                  | E (74-68-74=216)      | Yalong Bay Golf Club                 | €1.680,00            | €200.000             | [ 68 ]                                 |                      |
| 28-10- 30-10-2011    | Suzhou Taihu Ladies Open        | T44                  | +1 (68-76-73=217)     | Suzhou Taihu International Golf Club | €1.620,00            | €300.000             | [ 69 ]                                 |                      |
| 14-12 - 17-12-2011   | Dubai Ladies Masters            | MC                   | +5 (74-75=149)        | Emirates Golf Club                   | €0                   | €500.000             | [ 70 ]                                 |                      |
| 02-02 - 05-02-2012   | Australian Ladies Masters       | 72                   | +4 (69-73-77-73=292)  | RACV Royal Pines                     | €511,17              | €381.789             | [ 71 ]                                 |                      |
| 09-02 - 12-02-2012   | Australian Open                 | MC                   | +15 (76-85=161)       | Royal Melbourne                      | €0                   | €845.210             | [ 72 ]                                 |                      |
| 17-02 - 19-02-2012   | New Zealand Women's Open        | MC                   | +7 (79-72=151)        | Pegasus Golf Club                    | €0                   | €200.000             | [ 73 ]                                 |                      |
| 02-03 - 04-03-2012   | World Ladies Championship       | T16                  | -1 (71-70-74=215)     | Mission Hills Vintage Course         | €5.304,95            | €472.700             | [ 74 ]                                 |                      |
| 23-03 - 25-03-2012   | Lalla Meryem Cup                | T9                   | -4 (72-68-71-69=280)  | Golf de l´Ocean                      | €6.586,67            | €325.000             | [ 75 ]                                 |                      |
| 10-05 - 13-05-2012   | Turkish Airlines Ladies Open    | T13                  | +4 (76-73-68-79=296)  | National Golf Club, Belek            | €5.304,95            | €250.000             | [ 76 ]                                 |                      |
| 24-05 - 27-05-2012   | Ladies German Open              | T51                  | +4 (70-75-75-72=292)  | Golfpark Gut Häusern                 | €1.435,00            | €350.000             | [ 77 ]                                 |                      |
| 01-06 - 03-06-2012   | Deloitte Ladies Open            | T21                  | +1 (76-66-75=217)     | Golfclub Broekpolder                 | €3.075,00            | €250.000             | [ 78 ]                                 |                      |
| 08-06 - 10-06-2012   | Ladies Slovak Open              | 1                    | -7 (71-69-69=209)     | Golf Resort Tale                     | €33.750,00           | €225.000             | [ 79 ]                                 |                      |
| 14-06 - 17-06-2012   | Ladies Swiss Open               | MC                   | +2 (72-74=146)        | Golf Gerre Losone                    | €0                   | €525.000             | [ 80 ]                                 |                      |
| 22-06 - 24-06-2012   | Prague Golf Masters             | T53                  | +2 (76-68-74=218)     | Albatross Golf Resort                | €905,00              | €250.000             | [ 81 ]                                 |                      |
| 26-07 - 29-07-2012   | Evian Masters                   | MC                   | +10 (74-80=154)       | Evian Resort                         | €0                   | €2.496.170           | [ 82 ]                                 |                      |
| 03-08 - 05-08-2012   | Ladies Irish Open               | T62                  | +12 (75-72-81=228)    | Killeen Castle                       | €997,50              | €350.000             | [ 83 ]                                 |                      |
| 07-09 - 09-09-2012   | UNIQA Ladies Golf Open          | T18                  | -4 (73-68-71=212)     | Golfclub Föhrenwald                  | €2.740,00            | €200.000             | [ 84 ]                                 |                      |
| 13-09 - 16-09-2012   | Women's British Open            | T33                  | +12 (80-69-74-77=300) | Royal Liverpool                      | €16.596,94           | €1.920.130           | [ 85 ]                                 |                      |
| 20-09 - 23-09-2012   | Tenerife Open                   | T21                  | E (75-70-75-68=288)   | Golf Las Americas                    | €4.042,50            | €350.000             | [ 86 ]                                 |                      |
| 05-12 - 08-12-2012   | Dubai Ladies Masters            | T8                   | -10 (69-72-68-69=278) | Emirates Golf Club                   | €11.850,00           | €500.000             | [ 87 ]                                 |                      |
| 14-02 - 17-02-2013   | Australian Open                 | T36                  | -5 (73-72-74-68=287)  | Royal Canberra Golf Club             | €4.830,22            | €937.500             | [ 88 ]                                 |                      |
| 07-03 - 10-03-2013   | World Ladies Championship       | MC                   | +5 (74-75=149)        | Mission Hills Sandbelt Trails        | €0                   | €451.403             | [ 89 ]                                 |                      |
| 28-03 - 31-03-2013   | Lalla Meryem Cup                | T18                  | -1 (71-71-73-68=283)  | Golf de l´Ocean                      | €4.249,38            | €325.000             | [ 90 ]                                 |                      |
| 19-04 - 21-04-2013   | South African Women's Open      | T9                   | -1 (71=71)            | Southbroom Golf Club                 | € 1.717,90           | €290.000             | [ 91 ]                                 |                      |
| 09-05 - 12-05-2013   | Turkish Airlines Ladies Open    | T12                  | +2 (76-76-71-71=294)  | National Golf Club, Belek            | €3.975,00            | €250.000             | [ 92 ]                                 |                      |
| 24-05 - 26-05-2013   | Deloitte Ladies Open            | T14                  | +1 (70-75-75=220)     | The International                    | €3.468,75            | €250.000             | [ 93 ]                                 |                      |
| 20-06 - 23-06-2013   | Ladies Slovak Open              | DNF                  | -6 (67-71=138)        | Gray Bear                            | €750,00              | €250.000             | Måtte opgive efter 2 runder pga. skade |                      |
| 26-07 - 28-07-2013   | Ladies European Masters         | T6                   | -11 (68-71-66=205)    | Buckinghamshire Golf Club            | €13.000,00           | €400.000             | [ 95 ]                                 |                      |
| 01-08 - 04-08-2013   | Women's British Open            | 60                   | +12 (72-71-80-77=300) | St Andrews                           | €4.177,69            | €1.920.130           | [ 96 ]                                 |                      |
| 09-08 - 11-08-2013   | Pilsen Golf Masters             | T11                  | -8 (67-66-72=205)     | Golf Park Plzeň – Dýšina             | €3.942,86            | €250.000             | [ 97 ]                                 |                      |
| 30-08 - 01-09-2013   | Ladies Scottish Open            | T21                  | +7 (75-77-71=223)     | Archerfield Links                    | €2.522,95            | €220.000             | [ 98 ]                                 |                      |
| 05-09 - 08-09-2013   | Helsingborg Open                | T40                  | +8 (75-73-73-75=296)  | Vasatorp Golf Club                   | €1.550,00            | €250.000             | [ 99 ]                                 |                      |
| 26-09 - 29-09-2013   | Ladies Open de France           | T24                  | E (69-69-72-70=280)   | Chantaco Golf                        | €2.775,00            | €250.000             | [ 100 ]                                |                      |
| 25-10 - 27-10-2013   | Sanya Ladies Open               | T48                  | E (72-70-74=216)      | Yalong Bay Golf Club                 | €1.530,00            | €300.000             | [ 101 ]                                |                      |
| 01-11 - 03-11-2013   | China Suzhou Taihu Open         | 12                   | -7 (67-72-70=209)     | Suzhou Taihu International GC        | €7.360,00            | €400.000             | [ 102 ]                                |                      |
| 06-02 - 09-02-2014   | Volvik RACV Ladies Masters      | T45                  | E (70-75-74-73=292)   | Royal Pines Resort                   | €1.400,00            | €250.000             | [ 103 ]                                |                      |
| 04-09 - 07-09-2014   | Helsingborg Open                | T5                   | -5 (70-70-70-73=283)  | Vasatorps Golf Club                  | €9.675,00            | €250.000             | [ 104 ]                                |                      |

### Kvalifikation til Ladies Professional Golf Association Tour
Efter mindre end to år som professionel besluttede Line Vedel Hansen, at hun ville forsøge at kvalificere til den amerikanske tour, som har betegnelsen Ladies Professional Golf Association Tour eller blot LPGA Tour. Via sin europæiske rangliste placering kunne Line Vedel Hansen gå direkte ind på det næst sidste kvalifikationstrin i efteråret 2012. Denne kvalifikationsturnering blev afholdt i perioden 9. – 12. oktober 2012 på Plantation Golf & Country Club i Venice, Florida. De 70 bedste ville gå videre til den sidste kvalifikationsrunde, men det lykkedes ikke for Line Vedel Hansen at klare dette krav i det hun endte blot et enkelt slag udenfor feltet, der kvalificerede sig. Dette betød således at Line Vedel Hansen fortsatte deltagelsen på Ladies European Tour også i 2013 sæsonen. 
I efteråret 2013 gik turen igen tilbage til Plantation Golf & Country Club i Venice, Florida for at forsøge at kvalificere sig til LPGA Tour. Igen trådte Line Vedel Hansen direkte ind på det næst sidste kvalifikationstrin, som blev afviklet i perioden 8. – 11. oktober 2013. Det videre kvalifikationskrav var denne gang en placering blandt de 80 bedste og det havde Line Vedel Hansen ingen problemer med. Med 8 slag under par endte hun på en tredjeplads og var således kvalificeret til den sidste kvalifikationsrunde. 
Denne kvalifikationsrunde blev afholdt på LPGA International Jones Course i Daytona Beach, Florida i perioden 4. – 8. december 2013. For at kvalificere sig til fuldt medlemskab af LPGA Tour i 2014 skulle man være blandt de 20 øverste. Dette krav honorerede Line Vedel Hansen flot ved at ende på 9. pladsen.
Kvalifikationen betød at Line Vedel Hansen fravalgte Ladies European Tour og satsede på LPGA Tour i 2014 sæsonen. 

### Ladies Professional Golf Association Tour
Nedenstående skema oplister de LPGA Tour turneringer, som Line Vedel Hansen har deltager i. 
| Ladies European Tour | Ladies European Tour                | Ladies European Tour | Ladies European Tour  | Ladies European Tour                 | Ladies European Tour | Ladies European Tour | Ladies European Tour                    | Ladies European Tour |
| Dato                 | Turnering                           | Nr.                  | Score                 | Bane                                 | Præmie               | Total præmie         | Bemærkning                              |                      |
| -------------------- | ----------------------------------- | -------------------- | --------------------- | ------------------------------------ | -------------------- | -------------------- | --------------------------------------- | -------------------- |
| 23-01 - 26-01-2014   | Bahamas LPGA Classic                | T27                  | -7 (73-74-70-68=285)  | Paradise Island                      | $11.230,00           | $1.300.000           | [ 108 ]                                 |                      |
| 13-02 - 16-02-2014   | Women's Australian Open             | T57                  | +2 (73-68-73-76=290)  | Victoria Golf Club                   | $3.398,00            | $1.200.000           | [ 109 ]                                 |                      |
| 20-03 - 23-03-2014   | LPGA Founders Cup                   | T36                  | -9 (70-69-71-69=279)  | Wildfire Golf Club, Phoenix          | $8.236,00            | $1.500.000           | [ 110 ]                                 |                      |
| 27-03 - 30-03-2014   | Kia Classic                         | MC                   | +10 (74-80=154)       | Aviara Golf Club, Carlsbad           | $0                   | $1.700.000           | [ 111 ]                                 |                      |
| 03-04 - 06-04-2014   | Kraft Nabisco Championship          | MC                   | +7 (76-75=151)        | Mission Hills Country Club           | $0                   | $2.000.000           | [ 112 ]                                 |                      |
| 16-04 - 19-04-2014   | LPGA Lotte Championship             | T27                  | E (76-71-72-69=288)   | Ko Olina                             | $14.525              | $1.700.000           | [ 113 ]                                 |                      |
| 24-04 - 27-04-2014   | Swinging Skirts LPGA Classic        | T4                   | -6 (72-71-70-69=282)  | Lake Merced Golf Club, San Francisco | $75.365,00           | $1.800.000           | [ 114 ]                                 |                      |
| 15-05 - 18-05-2014   | Kingsmill Championship              | DNF                  | -1 (69-72=141)        | Kingsmill Resort, Williamsburg       | $0                   | $1.500.000           | Måtte opgive efter 2 runder pga. skade  |                      |
| 30-05 - 01-06-2014   | ShopRite LPGA Classic               | T23                  | -4 (74-69-66=209)     | Galloway                             | $13.212,00           | $1.500.000           | [ 116 ]                                 |                      |
| 05-06 - 08-06-2014   | Manulife Financial LPGA Classic     | T15                  | -11 (69-70-69-65=273) | Waterloo, Ontario                    | $19.638,00           | $1.500.000           | [ 117 ]                                 |                      |
| 27-06 - 29-06-2014   | Arkansas Championship               | T19                  | -6 (68-68-71=207)     | Rogers                               | $22.910,00           | $2.000.000           | [ 118 ]                                 |                      |
| 10-07 - 13-07-2014   | Women's British Open                | MC                   | +9 (78-75=153)        | Royal Birkdale Golf Club             | $0                   | $3.000.000           | [ 119 ]                                 |                      |
| 17-07 - 20-07-2014   | Marathon Classic                    | T60                  | -1 (71-68-69-75=283)  | Highland Meadows Golf Club           | $3.401,00            | $1.500.000           | [ 120 ]                                 |                      |
| 07-08 - 10-08-2014   | Meijer LPGA Classic                 | T5                   | -9 (68-69-68-70=275)  | Blythefield Country Club             | $52.465,00           | $1.500.000           | [ 121 ]                                 |                      |
| 14-08 - 17-08-2014   | Wegmans LPGA Championship           | MC                   | +8 (79-73=152)        | Monroe Golf Club                     | $0                   | $1.000.000           | [ 122 ]                                 |                      |
| 21-08 - 24-08-2014   | Canadian Pacific Women's Open       | T16                  | -9 (71-72-67-69=279)  | London Hunt & Country Club           | $28.868,00           | $2.250.000           | [ 123 ]                                 |                      |
| 28-08 - 31-08-2014   | Portland Classic                    | T5                   | -11 (69-69-69-70=277) | Columbia Edgewater Country Club      | $41.670,00           | $1.300.000           | [ 124 ]                                 |                      |
| 11-09 - 14-09-2014   | The Evian Championship              | T61                  | +10 (70-70-72-80=294) | Evian-Les-Bains                      | $8.508,00            | $3.250.000           | [ 125 ]                                 |                      |
| 02-10 - 05-10-2014   | Reignwood LPGA Classic              | T49                  | +3 (74-71-71-79=295)  | Pine Valley Golf Club                | $7.546,00            | $2.100.000           | [ 126 ]                                 |                      |
| 09-10 - 12-10-2014   | Sime Darby LPGA                     | DNF                  | E (71=71)             | Kuala Lumpur Golf & Country Club     | 0                    | $2.000.000           | Måtte opgive efter 1 runder pga. sygdom |                      |
| 16-10 - 19-10-2014   | LPGA KEB Hana Bank Championship     | T42                  | +2 (74-78-71-67=290)  | Sky 72 Golf Club                     | $9.040,00            | $2.000.000           | [ 128 ]                                 |                      |
| 23-10 - 27-10-2014   | Blue Bay LPGA                       | T23                  | -4 (70-71-71=212)     | Jian Lake Blue Bay Golf Course       | $18.562,00           | $2.000.000           | [ 129 ]                                 |                      |
| 30-10 - 02-11-2014   | Fubon 2014 LPGA Taiwan Championship | T29                  | -5 (66-68-76-73=283)  | Sunrise Golf & Country Club          | $15.783,00           | $2.000.000           | [ 130 ]                                 |                      |
| 13-11 - 16-11-2014   | Lorena Ochoa Invitational           | 32                   | +5 (73-68-76-76=293)  | Guadalajara Country Club             | $8.552,00            | $1.000.000           | [ 131 ]                                 |                      |
| 05-02 - 08-02-2015   | Bahamas LPGA Classic                | T24                  | -7 (73-68-72-71=284)  | Paradise Island                      | $14.557,00           | $1.300.000           | [ 132 ]                                 |                      |
| 19-02 - 22-02-2015   | Women's Australian Open             | MC                   | +7 (79=79)            | Melbourne                            | $0                   | $1.200.000           | Måtte opgive efter 1 runder pga. sygdom |                      |
| 26-02 - 01-03-2015   | Honda LPGA Thailand                 | T56                  | +2 (71-71-76-72=290)  | Chonburi                             | $4.686,00            | $1.500.000           | [ 134 ]                                 |                      |
| 05-03 - 08-03-2015   | HSBC Women's Champions              | T46                  | +3 (78-69-73-71=291)  | Singapore                            | $5.544,00            | $1.400.000           | [ 135 ]                                 |                      |

### Statistik
Efterfølgende er listet Line Vedel Hansen indtjente præmiepenge som professionel. 
| År   | Præmiepenge | Tour | Antal turneringer | Gennemsnitsindtjening | Slag i gennemsnit |
| ---- | ----------- | ---- | ----------------- | --------------------- | ----------------- |
| 2011 | €21.536,25  | LET  | 17                | €1.266,83             | 73,7              |
| 2012 | €91.853,06  | LET  | 17                | €5.403,12             | 73,3              |
| 2013 | €55.849,75  | LET  | 15                | €3.723,32             | 71,7              |
| 2014 | €11.075,00  | LET  | 2                 | €5.537,50             | 71,9              |
| 2014 | $362.909,00 | LPGA | 24                | $15.121,21            | 71,8              |
| 2015 | $24.787,00  | LPGA | 4                 | $6.196,75             | 73,8              |

Opdateret pr. 8. marts 2015.

## Eksterne links
- Line Vedel Hansens profil på World Amateur Golf Ranking
- Line Vedel Hansens profil på Ladies Professional Golf Association Tour
- Line Vedel Hansen Arkiveret 29. marts 2015 hos  Wayback Machines profil på Ladies European Tour